# 김은지 (바둑 기사)
김은지(金恩持, 2007년 5월 27일~)는 대한민국의 바둑 기사이다.
서울 출신으로 6세 때 바둑에 입문하여 7살 때부터 장수영 바둑도장에서 바둑을 공부했다. 2015년 SBS 교양프로그램 ‘영재 발굴단’에 출연하여 화제를 모은 바 있고, 하림배 전국아마여자국수전 등 여러 대회에서 입상했다. 강창배바둑연구실에서 강창배 사범의 바둑 지도를 받았다. 2020년 1월, 제53회 여자입단대회를 통해 박소율, 유주현과 함께 입단했다. 2020년 삼척 해상케이블카팀 소속으로 한국여자바둑리그에 참가했고 그해 10월 22일 2단으로 승단했다.
2020년 9월, 온라인 기전 ‘오로(ORO) 국수전’ 24강 대국 중 인공지능(AI)을 활용한 부정행위를 한 혐의로 한국기원 징계위원회에 회부되어 같은해 11월 자격 정지 1년의 징계 처분을 받았고, 이듬해 복귀했다. 2022년 11월 21일 승단 포인트 충족하여 4단으로 승단했고, 이어진 12월 4일 타이틀대회(제한기전) 우승하여 5단으로 승단했다.